# Peter VI van Moldavië
Peter VI, ook Peter de Lamme (Roemeens: Petru Șchiopul) (1537 - 1 juli 1594) was heerser van het vorstendom Moldavië.
Peter heerste korte, onderbroken periodes en na zijn afzetting in 1591 ging hij in vrijwillige ballingschap in Tirol. Hij stichtte het klooster van Galata. Op een schilderij in dat klooster is hij afgebeeld samen met zijn vrouw en dochter.